# 多莱尼亚-德尔科利奥
多莱尼亚-德尔科利奥（義大利語：Dolegna del Collio），是意大利弗留利-威尼斯朱利亚大区戈里齐亚省的一个市镇。总面积12平方公里，人口389人，人口密度32.4人/平方公里（2009年）。ISTAT代码为031004。